# Estadio Ciro Vigorito
El Estadio Ciro Vigorito (en italiano: Stadio Ciro Vigorito) es un estadio de fútbol de la ciudad italiana de Benevento, Campania. En él disputa sus partidos como local el Benevento Calcio.

## Historia
Fue inaugurado en 1979 como Estadio Santa Colomba, tomando el nombre del distrito donde se encuentra ubicado, en la orilla izquierda del río Sabato. El 2 de noviembre de 2010, tras la muerte prematura de Ciro Vigorito, administrador delegado y presidente del sector juvenil del Benevento Calcio, se le cambió el nombre en su honor. El partido de inauguración se disputó el 9 de septiembre de 1979 entre el Benevento y el Ascoli, cuyo presidente, Costantino Rozzi, fue el ejecutor del proyecto del estadio en la fase final de las obras.
En los finales de 2001 sirvió de sede para los partidos de local del SSC Napoli, debido a unas obras de reestructuración del Estadio San Paolo.
En el verano de 2008 el Comune de Benevento realizó varias obras de reestructuración: la renovación y la bonifica del césped; la instalación de nuevos banquillos más bajos; la ampliación del gimnasio reservado a los atletas; un nuevo túnel para el ingreso de los equipos; la sustitución de los asientos en la Tribuna Superior; la instalación de asientos también en algunas zonas de la Tribuna Inferior y del sector superior Distinti; nuevas taquillas. De conformidad a la nueva normativa antiviolencia, fueron colocadas 26 cámaras de circuito cerrado de televisión. En el verano del año siguiente se reestructuró la tribuna de prensa y fue construida una garita para el GOS (Grupo Operativo Seguridad). Entre enero y febrero de 2011 fueron instalados unos torniquetes.

## Aforo

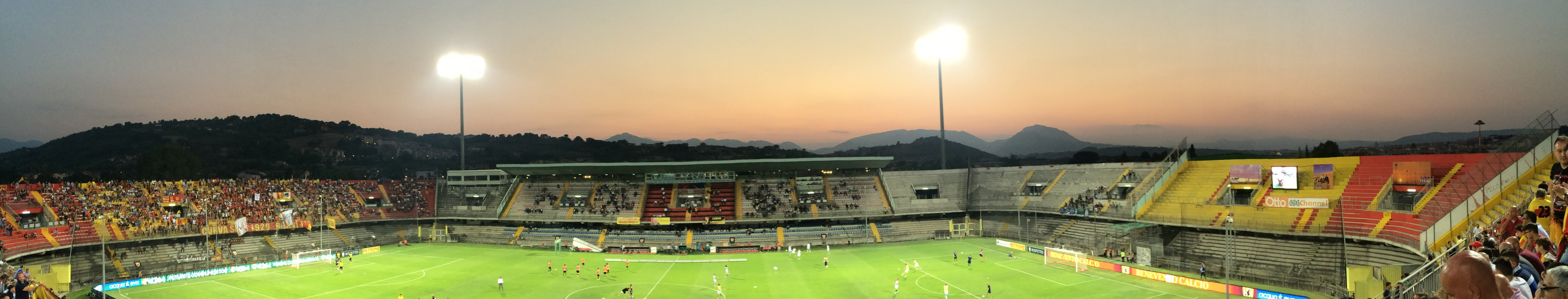
Vista panorámica del Estadio Vigorito.

Inicialmente el aforo era de 25.000 espectadores, pero por motivos de orden público y obras de seguridad, en los años 1990 se disminuyó la capacidad a 20.000 espectadores. Actualmente la capacidad homologada es de 12.847 espectadores. Es el cuarto estadio en capacidad máxima de Campania, después del Diego Armando Maradona de Nápoles, el Arechi de Salerno y el Partenio-Adriano Lombardi de Avellino.
El estadio está constituido por dos anillos: el superior descubierto, que consta de 22 gradas, y el inferior cubierto de 9 gradas. Los sectores del estadio son cuatro: Tribuna, Distinti, Curva Norte y Curva Sur. La Tribuna a su vez se encuentra dividida en: Tribuna Vip; Tribuna Central; Tribuna inferior con asientos cubiertos; Tribuna lateral con gradas descubiertas. La tribuna de prensa puede albergar hasta 50 periodistas. Hay dos entradas en la Curva Norte, de las cuales una está reservada a los hinchas visitantes, dos entradas en la Curva Sur, dos en el sector Distinti y dos en la Tribuna.

## Ubicación
El estadio está situado en Via Santa Colomba, en el distrito homónimo del barrio Libertà.